# قوة طرد مركزي

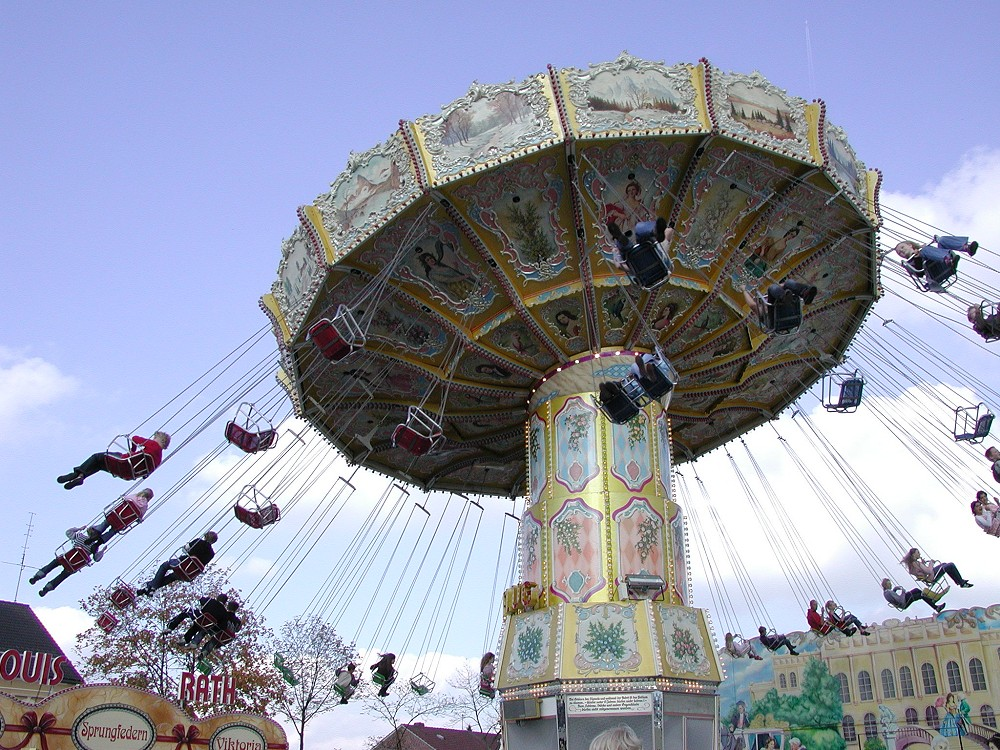
ركاب الأرجوحة الدورانية ينزاحون إلى الخارج تحت فعل القوة المركزية الطاردة.

قوة الطرد المركزي أو القوة النابذة(بالإنجليزية: Centrifugal force) في الفيزياء هي قوة تحدث في الحركة الدورانية أو الأجسام التي تتحرك في مسارات منحنية. وفي الميكانيكا الكلاسيكية، يُقصد بها إمّا قوة العطالة أو رد الفعل المقابل لقوة الجذب المركزي.
لو اعتقدنا بوجودها فما تفسير الآتي:
لو افترضنا أن جسم h كتلته m = 2 kg ويتحرك دورانيا بسرعة v = 5 m/s ويبعد عن مركز الدوران بنصف قطر ثابت r == 0.5m, فنحسب القوة الطاردة المركزية والقوة المركزية:
القوة الطاردة المركزية = {\displaystyle F={\frac {mv^{2}}{R}}},
وهي تساوي 100N في هذه الحالة (=100 نيوتن)
حيث:
- m كتلة الجسم
- R المسافة بين محور الجسم ومحور الدوران (نصف قطر الدوران).
- v السرعة المنتظمة التي يتحرك بها الجسم .

أما القوة المركزية = تساوي القوة الطاردة المركزية ولكن في عكس اتجاهها ؛ يعني 100N
إذا محصلة القوى تساوي صفراً، وهذا يعني حسب قانون نيوتن أن الجسم يجب أن يتحرك بخط مستقيم وسرعة ثابتة وليس في دائرة (هذه هي حركة المقلاع).
إذا ما تفسير هذا الدفع بعيدا عن المركز :
نحن نعلم أن للأجسام قصورا ذاتياً، حيث تميل الأجسام المتحركة إلى الاستمرار في الحركة في سرعة ثابتة وفي خط مستقيم، ولذلك ينزع الجسم المتحرك في مسار دائري إلى الخروج عن مساره عند كل نقطة ليتحرك بسرعة ثابتة وفي خط مستقيم غير أن القوة التي تسحبه في اتجاه المركز (القوة الجاذبة المركزية) تجبره على الاستمرار في مساره الدائري.ويمكن أن نستنتج أن الدفع إلى الخارج لا توجد قوة تسببه، إنما هو ناتج عن القصور الذاتي للأجسام.

## مقدمة
قوة الطرد المركزي هي قوة تشير نحو الخارج تظهر في الإطار المرجعي الدوراني. لا وجود لها عندما يُوصف النظام بالنسبة لإطار مرجعي قصوري.
يجب إجراء جميع قياسات الموقع والسرعة بالنسبة لإطار مرجعي. على سبيل المثال، يمكن تحليل حركة جسم موجود في طائرة بالنسبة للطائرة نفسها أو سطح الأرض أو حتى الشمس. يُعتبر الإطار المرجعي الساكن (أو الذي يتحرك دون دوران وبسرعة ثابتة) بالنسبة لـ «النجوم الثابتة» إطارًا قصوريًا بشكل عام. يمكن تحليل أي نظام في الإطار القصوري (أي الإطار الخالي من قوة الطرد المركزي). مع ذلك، غالبًا ما يكون من الأنسب وصف النظام الدوراني بالنسبة لإطار دوراني آخر – في هذه الحالة، تكون الحسابات أبسط، والوصف أكثر بديهية. عند اختيار الإطار الدوراني، تنشأ قوى وهمية، بما في ذلك قوة الطرد المركزي.
في الإطار المرجعي الذي يدور حول محور يمر بنقطة الأصل، تختبر جميع الأجسام، بغض النظر عن حالتها الحركية، ما يبدو كقوة خارجية بالاتجاه الشعاعي (من محور الدوران) تتناسب مع كتلتها، ومع المسافة من محور دوران الإطار، ومع مربع السرعة الزاوية للإطار. هذه هي قوة الطرد المركزي. بما أن البشر عادةً ما يختبرون قوة الطرد المركزي من داخل إطار مرجعي دوراني، على سبيل المثال على متن لعبة دوامة الخيل أو السيارة، فهي معروفة أكثر بكثير من قوة الجذب المركزي.
تؤدي الحركة بالنسبة لإطار مرجعي إلى ظهور قوة وهمية أخرى، قوة «كوريوليس». إذا تغير معدل دوران الإطار، تظهر قوة وهمية ثالثة، قوة «أويلر». هذه القوى الوهمية ضرورية لصياغة معادلات الحركة الصحيحة في الإطار المرجعي الدوراني وتسمح باستخدام قوانين «نيوتن» في شكلها الطبيعي في مثل هذا الإطار (مع استثناء واحد: لا تمتثل القوى الوهمية لقانون نيوتن الثالث: ليس لديها قوى نظيرة مساوية في المقدار ومعاكسة في الاتجاه).

## الاشتقاق الرياضي
وفقًا للصياغة الرياضية التالية، يُنظر إلى الإطار المرجعي الدوراني كحالة خاصة من الأطر المرجعية غير القصورية والذي يدور بالنسبة لإطار مرجعي قصوري يشير إلى الإطار الثابت.

### المشتقات الزمنية في الإطار الدوراني
في الإطار المرجعي الدوراني، ستختلف المشتقات الزمنية لأي دالة متجه P تعتمد على الزمن -مثل متجهات السرعة والتسارع للأجسام- عن مشتقاته الزمنية في الإطار الثابت. إذا كانت P1 وP2 وP3 هي مكونات P نسبةً لمتجهات الوحدة i  وj وk المُوجهة على طول محاور الإطار الدوراني (أي P = P1 i + P2 j + P3 k)، فإن المشتقة الزمنية الأولى [dP/dt] لـ P بالنسبة للإطار الدوراني بحكم التعريف هي dP1/dt i + dP2/dt j + dP3/dt k. إذا كانت السرعة الزاوية المطلقة للإطار الدوراني هي ω، ترتبط المشتقة الزمنية dP/dt لـ P نسبةً للإطار الثابت مع [dP/dt] وفقًا للمعادلة التالية:
يشير الرمز × إلى الضرب الاتجاهي. بمعنى آخر، يساوي معدل التغيير P في الإطار الثابت مجموع معدل التغيير الظاهري في الإطار الدوراني ومعدل الدورانP  × ω الذي يُعزى إلى حركة الإطار الدوراني. يتمتع المتجه ω بمقدار ω يساوي معدل الدوران وباتجاه على طول محور الدوران وفقًا لقاعدة اليد اليمنى.